# Jagdschloss Waidmannsheil

Das Jagdschloss Waidmannsheil um 1907

Das Jagdschloss Waidmannsheil ist ein Schlossbau in Saaldorf, einem Ortsteil der Stadt Bad Lobenstein im Saale-Orla-Kreis in Thüringen.

## Lage und Gestalt
Das Jagdschloss Waidmannsheil befindet sich in einem Parkgelände am südlichen Rand von Saaldorf. Es ist ein einstöckiger Bau mit etwa 20 mal 15 Meter Grundfläche. Es besitzt ein Walmdach und einen turmartigen Mittelteil, zu dessen Eingang eine Freitreppe führt. Der Turm ist mit einem Zinnenkranz und Ecktürmchen bekrönt. Tür und Fenster sind spitzbogig. Der Baustil ist der Neugotik zuzuordnen. Zum Gelände gehören weitere frühere Wirtschaftsgebäude. Das Jagdschloss Waidmannsheil ist privat und öffentlich nicht zugänglich. 

## Geschichte
Waidmannsheil wurde von 1834 bis 1837 vom Gothaer Hofbaumeister Gustav Eberhard für Heinrich den Zweiundsiebzigsten von Reuß-Ebersdorf als Jagdschloss errichtet. Die Baukosten sollen 80.000 Taler betragen haben. Jagdrevier war das sich nach Osten bis an die Gemarkungsgrenze der Gemeinde Langgrün anschließende Waldgebiet, das als Gatter „Tiergarten“ eingerichtet war.
Das Jagdschloss diente dem Fürsten neben Schloss Ebersdorf als Zweitresidenz. Hier weilte auch die Tänzerin Lola Montez, die 1843 Gast des Fürsten war, bis er sie des Landes verwies.
1848 kam das Jagdschloss beim Zusammenschluss der reußischen Teilherrschaften zusammen mit Ebersdorf an das Fürstentum Reuß jüngerer Linie. Im April 1945 verlagerte das von Konteradmiral a. D. Hermann Lorey geleitete Zeughaus in Berlin die bis zu diesem Zeitpunkt in Gebersdorf gelagerten Museumsbestände (Fahnen und Flaggen) in das Jagdschloss Waidmannsheil nach Thüringen. 1945 war Heinrich XLV., jüngere Linie der Eigentümer. Er wurde von der sowjetischen Besatzungsmacht enteignet und galt danach als verschollen. Das Anwesen wurde später DDR-Volkseigentum und ab 1965 als Urlaubs- und Schulungsheim vom VEB Wasserversorgung und Abwasserbehandlung Gera genutzt, wobei 1968 eine Renovierung stattfand.
Nach 1990 kaufte die Familie Reuß das Jagdschloss zurück. Um 2014 wurde es von einer Beratungsfirma genutzt; 2017 gründete der Eigentümer Heinrich XIII. Prinz Reuß einen Hickory-Golf-Club auf dem Anwesen. Die Immobilie steht im Branchenbuch Bad Lobenstein als Sitz der Heinrich XIII. Prinz Reuß & Anderson & Peters Ltd.
Am 7. Dezember 2022 wurde das Jagdschloss – wie andere Orte in 11 Bundesländern, Italien und Österreich – Schauplatz eines der größten Antiterroreinsätze in der Geschichte der Bundesrepublik. Im Zuge der Großrazzia gegen das rechtsterroristische Netzwerk Patriotische Union um Heinrich XIII. Prinz Reuß, dem vom Generalbundesanwalt die Vorbereitung eines Staatsstreiches in Deutschland vorgeworfen wird, wurde das Schloss durchsucht.